# Capparis divaricata
Capparis divaricata är en kaprisväxtart som beskrevs av Jean-Baptiste de Lamarck. Capparis divaricata ingår i släktet Capparis och familjen kaprisväxter. Inga underarter finns listade i Catalogue of Life.

## Bildgalleri

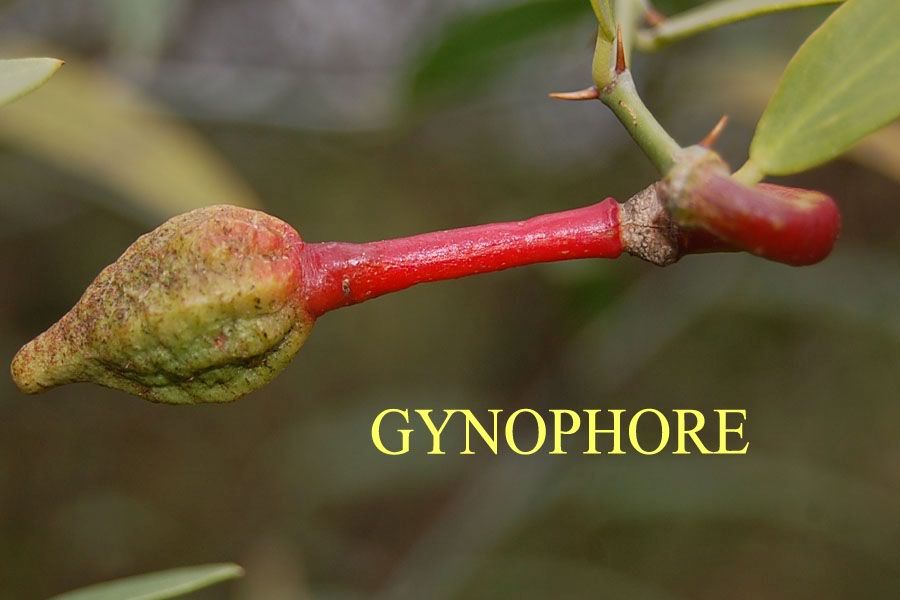
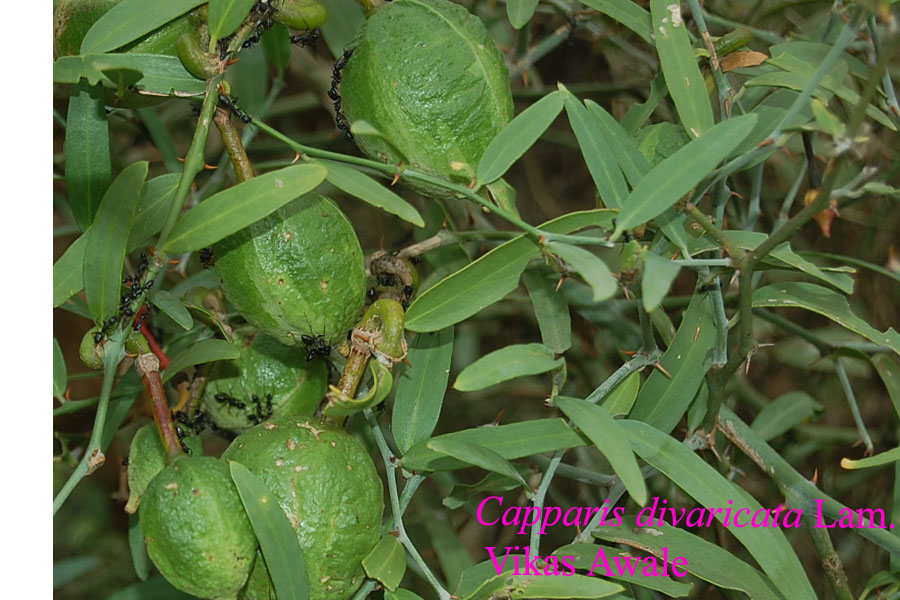
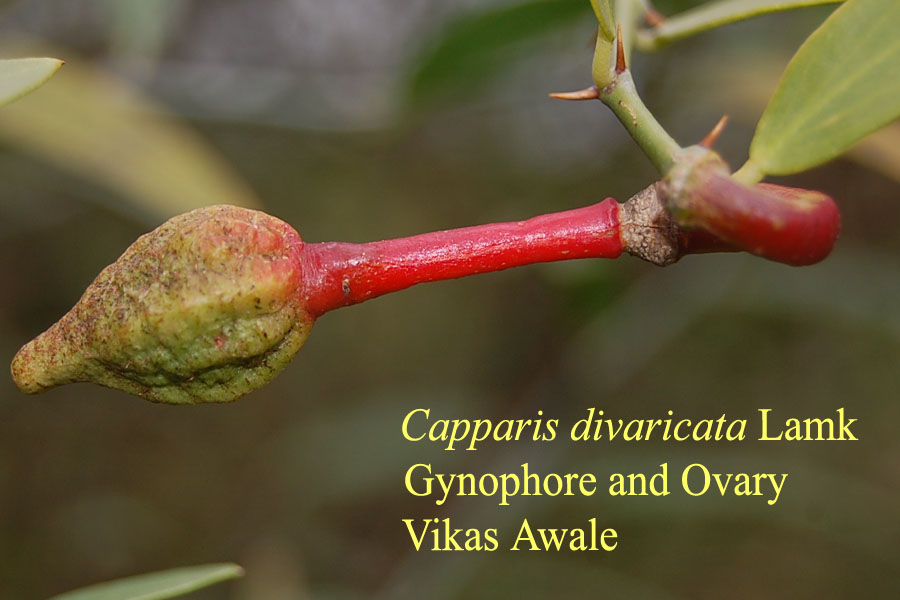
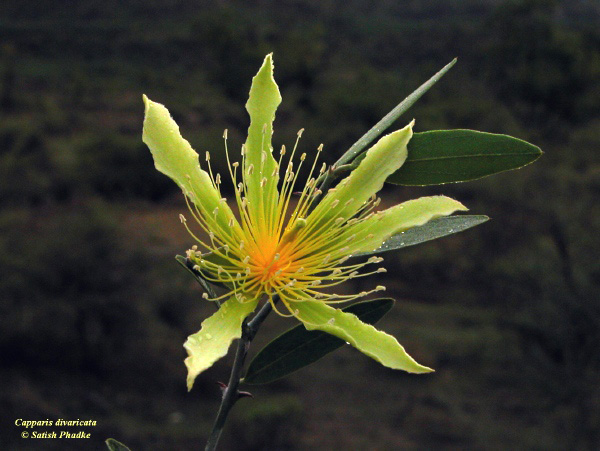